# Hippasa olivacea
Hippasa olivacea là một loài nhện trong họ Lycosidae.
Loài này thuộc chi Hippasa. Hippasa olivacea được Tord Tamerlan Teodor Thorell miêu tả năm 1887.